# Canals (Francia)
Canals è un comune francese di 650 abitanti situato nel dipartimento del Tarn e Garonna nella regione dell'Occitania.

## Monumenti

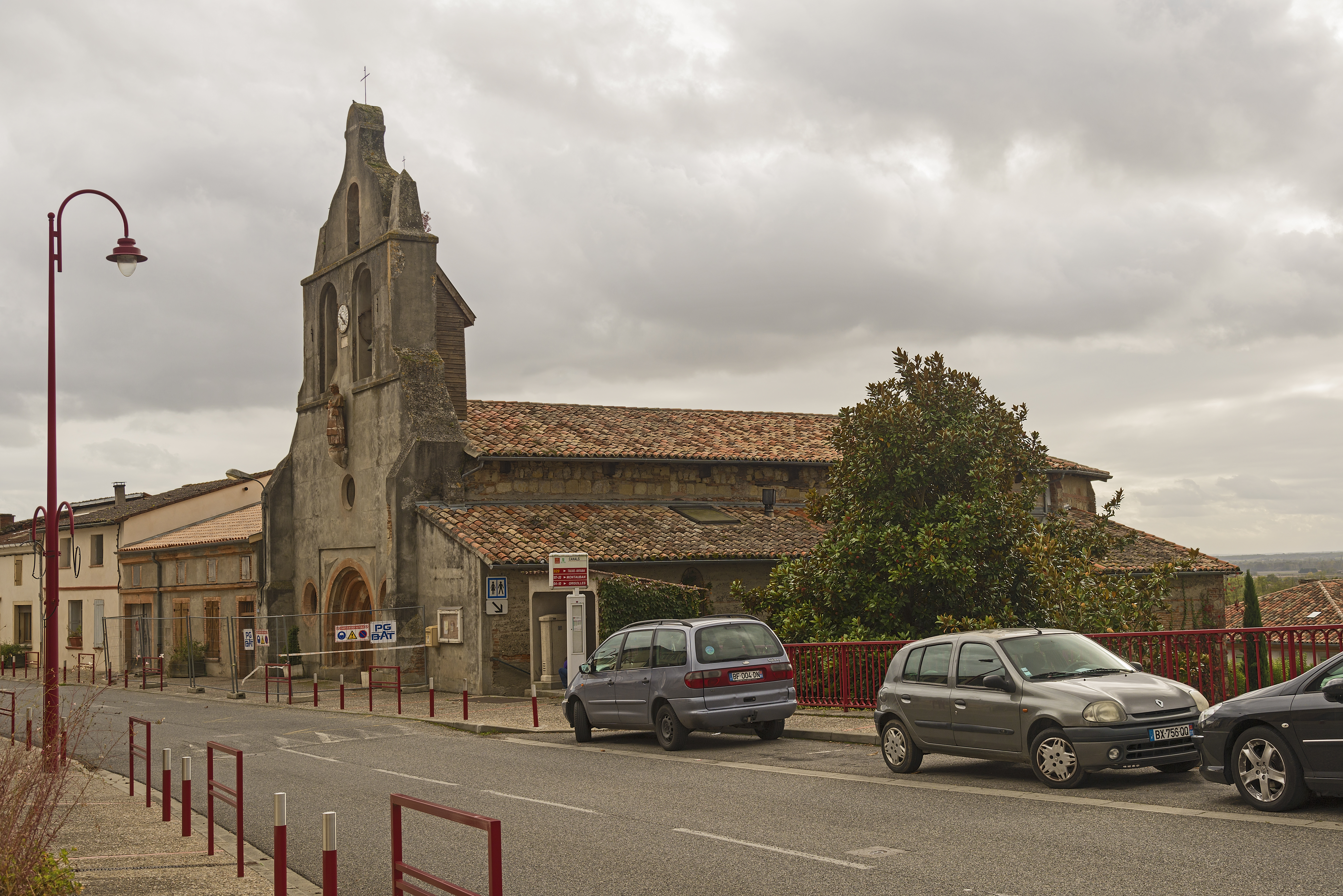
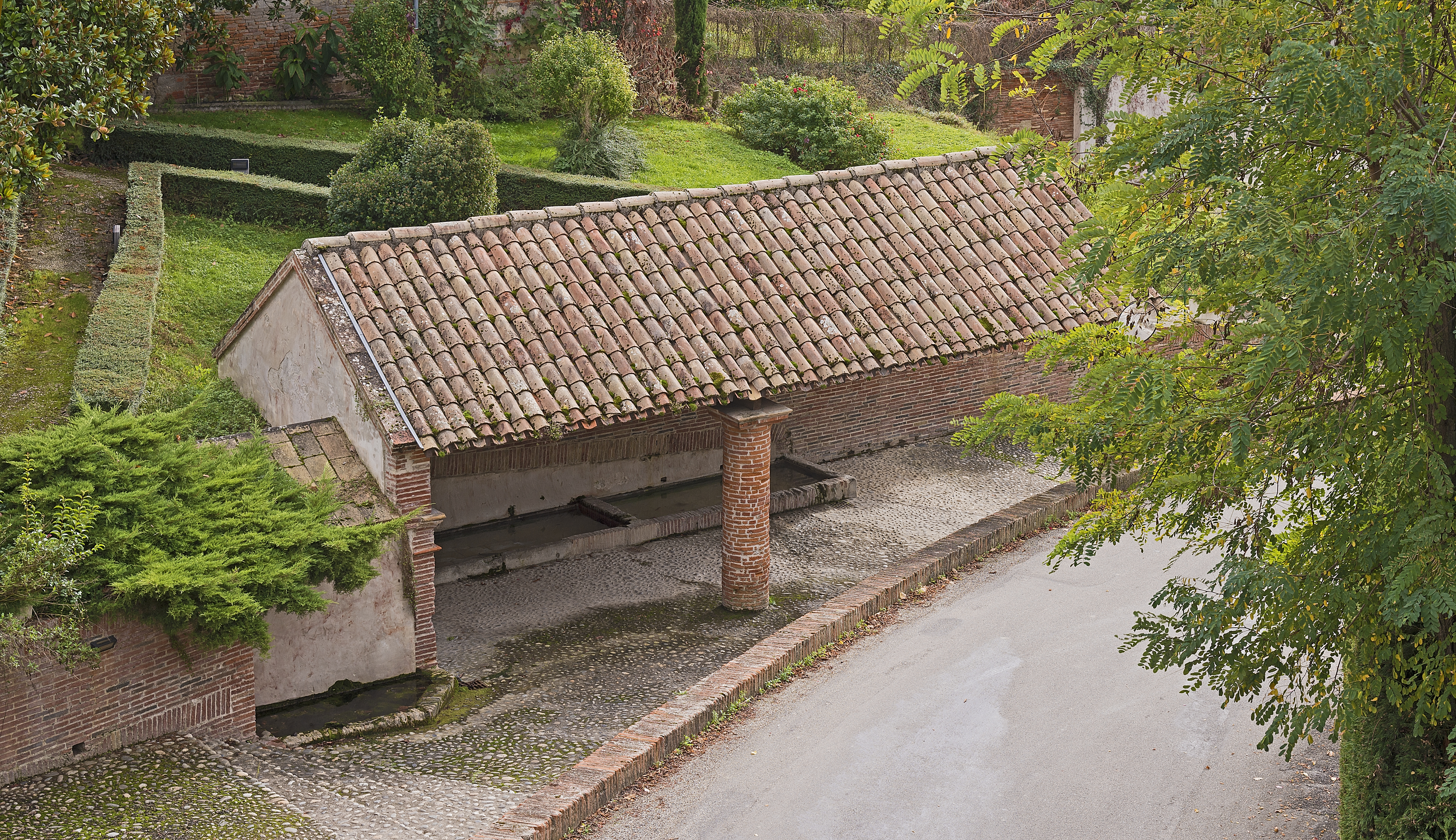

## Società

### Evoluzione demografica
Abitanti censiti